# Charles Waterton
Charles Waterton  (Walton Hall, Wakefield, Yorkshire, 3 de junio de 1782 - 27 de mayo de 1865) fue un naturalista y explorador británico, pionero del conservacionismo. Persona multifacética, fue un firme defensor de la naturaleza y creó una reserva natural en Walton Hall en la que instaló nidos artificiales para facilitar la cría y reproducción de las aves. Fruto de sus viajes por América del Sur es el libro Waterton's Wanderings in South America (Los viajes de Waterton en Sudamérica) que sirvió de inspiración a Charles Darwin y Alfred Russel Wallace. 
Waterton era de una familia noble católica que descendía de Reiner de Waterton. Se dice que su ascendencia  incluye numerosos santos: santo Tomás Moro, santa Matilda, santa Margarita, san Humberto de Saboya, san Luis de Francia, san Vladimiro y santa Ana de Rusia. 
Los Waterton siguieron siendo católicos después de la Reforma anglicana y, en consecuencia, la gran mayoría de sus propiedades fueron confiscadas.  El mismo Charles Waterton era un católico devoto y ascético, y mantenía fuertes vínculos con la Santa Sede. 
Iniciaba el día con media hora en su capilla. Tenía una profunda fe y actuaba de acuerdo con ella. Se alimentaba "con un mendrugo", vivía como un ermitaño y se lo daba todo a los pobres. Daba generosamente y nunca permitía que se conociese. Amó profundamente la naturaleza.